# Cinema of attractions
De term cinema of attractions wordt gebruikt wanneer men het heeft over de vroegste stadia van de filmgeschiedenis waar het tonen van het gefilmde belangrijker was dan het vertellen van een verhaal.
De aanwezigheid van de kijker wordt bij deze films expliciet erkend. Men wil de nieuwsgierigheid van de kijker wekken en hem verrassen. Alles draait rond het visuele plezier.
Men toonde:
- De actualiteit: soms reconstrueerde men bepaalde nieuwsfeiten
- Scènes uit het dagelijkse leven
- Trucages
- Acts uit het vaudevilletheater
- Gearrangeerde scènes, vooral komische slapstick of romantische tableaus